# Загін «Погоня»
Загін «Погоня» (біл. Атрад «Пагоня», Atrad «Pahonia») — військова структура, сформована із добровольців з Білорусі, які брали участь у збройному конфлікті на Донбасі на боці України проти агресії Російської Федерації. Загін не воював як єдина бойова одиниця — його бійці натомість воювали невеликими групами у складі різних українських підрозділів.
Загін був сформований у липні 2014 року, тренувальний табір розташовано на Волині. Загін оголосив про припинення військової діяльності у вересні 2016 року — члени створили організацію «Громадський сектор Загін "Погоня"», яка в першу чергу займається наданням різнобічної допомоги білоруським добровольцям.
Загін носив назву «Погоня» — традиційного національного герба Литви та Білорусі.

## Історія
Після завершення «Революції гідності» велика кількість білорусів, які брали участь у подіях на Майдані Незалежності почали поповнювати ряди добровольчих батальйонів. Зокрема влилися до лав «Донбасу» та «Азову». 3 червня командир батальйону «Донбас» Семен Семенченко в інтерв'ю журналістам повідомив, що в його підрозділі воюють 15 білорусів. Серед них, за його словами, були і ті, хто прибув із Білорусі, і ті, хто до цього мешкав в Україні.
Білоруські журналісти повідомляли протягом літа 2014 року про білорусів, які воюють у лавах «Добровольчого українського корпусу», сформованого Правим сектором, у «Подільській Січі», що була сформована на Хмельниччині, та у батальйонах «Азов» і «Донбас». Щодо реальної кількості бійців на той час достеменних даних немає, адже більшість учасників формувань називаються різними псевдо, зберігаючи анонімність.
Наразі вважається, що початкова кількість загону «Погоня» була 5 людей. Одним з організаторів загону став український політик з Волині Ігор Гузь. Він повідомив журналістам, що формування загону як бойової одиниці почалось у липні в спеціально облаштованому таборі на Волині. Втім, у бойові дії як самодостатня одиниця підрозділ не вступав. Його бійці після тренувань були об'єднані у групи по 3-7 чоловік і вливались у добровольчі батальйони та інші формування. Така схема була прийнята для конспірації, аби спецслужби Білорусі не змогли вирахувати його учасників.
Мінський політолог Роман Яковлевський у коментарі російському телеканалу «Росія 24» зазначив, що за його даними спільні українсько-білоруські табори для патріотичної молоді на Волині існували і в попередні роки. Отже, вони і могли стати основою для вишкільного табору «Погоні». Також він не виключив, що загін міг поповнюватися за рахунок добровольців з організації «Молодий фронт», які в різні часи зазнавали серйозних репресій із боку білоруської влади.

### Припинення діяльності

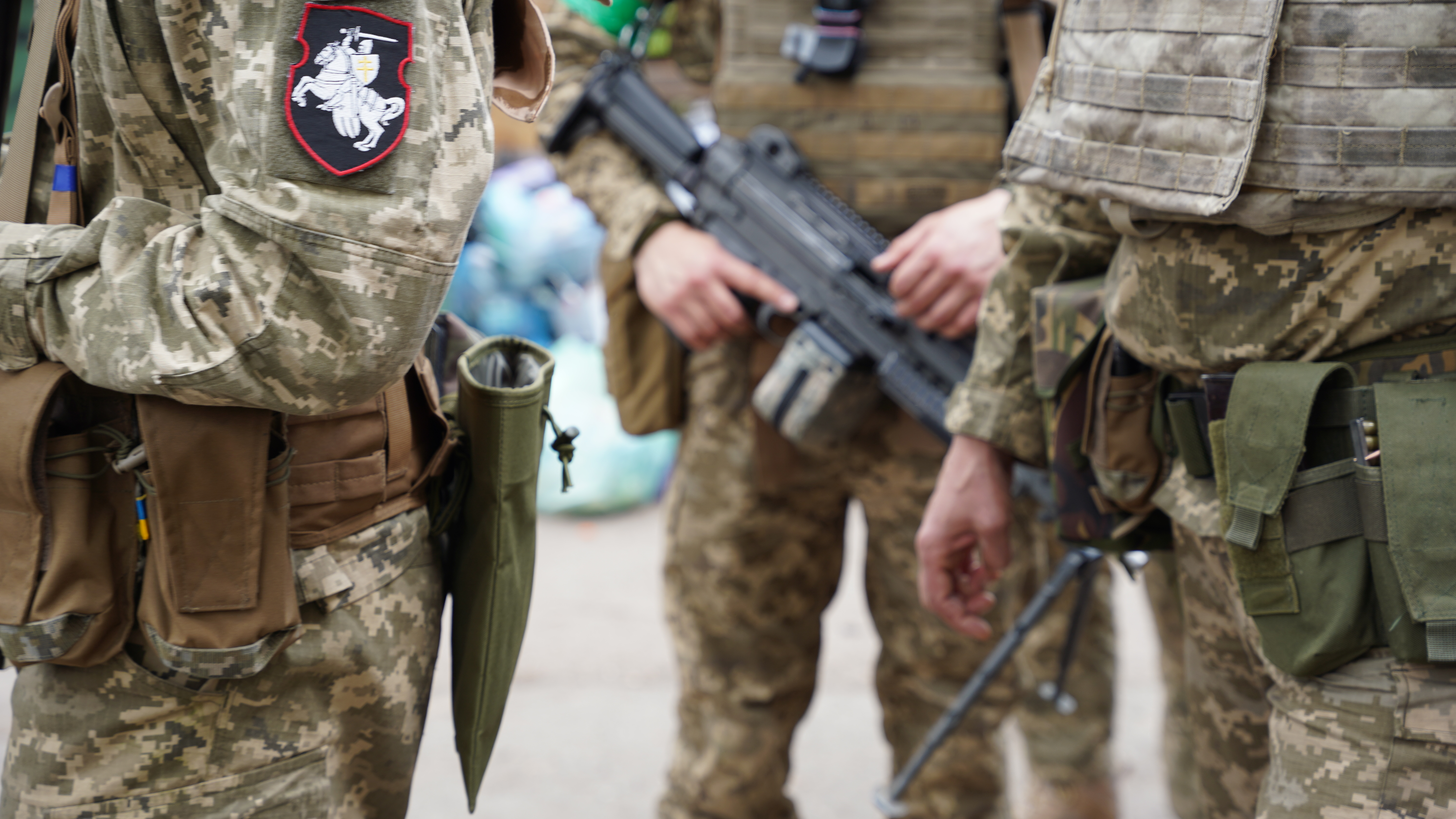
Шеврон загону «Погоня» у бійця батальйона Кастуся Каліновського (2022)

У вересні 2016 року Загін «Погоня» оголосив про припинення участі в бойових діях на сході України. Члени створили організацію «Громадський сектор Загін "Погоня"», яка в першу чергу займається різнобічною допомогою білоруським добровольцям.
У березні 2022 року під час російського вторгнення в Україну «Громадський сектор Загін "Погоня"» закликав підтримати батальйон імені Кастуся Калиновського.

## Керівництво та структура
Щодо керівництва підрозділу з білоруського боку даних немає. З українського боку «хресним батьком» називається політик з Волині Ігор Гузь. За його даними у структуру загону була покладена тактика УПА. Невеликі самодостатні підрозділи розміром 3-5-7 людей. Учасники загонів можуть не знати один одного, а зв'язок між ними здійснюють в разі потреби командири.

## Чисельність
За даними телеканалу «Белсат» на участь у підрозділі зголосились більше сотні людей, але з них для «Погоні» було відібрано кілька десятків перевірених добровольців. Вони і сформували кістяк підрозділу. Щодо загальної чисельності білорусів, які беруть участь у війні на сході України, то такі дані ніхто не подавав.

## Втрати
На початку серпня 2014 р. у деяких білоруських ЗМІ з'явилась інформація про загибель 12 бійців загону «Погоня». Але згодом її спростувала представниця добровольчого формування Тетяна Єлавая. Вона зазначила, що бійці, про яких їй було відомо і які були на передовій, живі та здорові і перебувають у безпеці. Втім, вона не виключила, що могли загинути білоруси, які діють у складі інших добровольчих батальйонів.
26 червня 2022 року в боях під Лисичанськом загинув командир батальйону «Волат» Калиновського полку Іван «Брест», який 2015 року приєднався до загону «Погоня».

## Переслідування на батьківщині
З боку правоохоронних органів Білорусі не раз лунали заяви, що людей, участь яких у війні на сході України буде доведено, чекає покарання за ст. «Найманство», санкція за якою може сягати від 3 до 7 років ув'язнення. На початку жовтня 2014 р. голова КДБ Білорусі Валерій Вакульчик нагадав громадянам про відповідальність за незаконні з позиції законодавства республіки дії. Окрім того неодноразово правоохоронці звертались до білорусів із закликом не піддаватись на пропозиції брати участь у війні на боці сепаратистів із Донбасу. Зазначалось, що подібні факти були викриті у Вітебську та Мінську у серпні 2014 р. Погрози на адресу білорусів учасників війни на Сході України лунали і від президента Білорусі Олександр Лукашенка.
В офіційній групі загону «Погоня» у мережі Facebook повідомлялось про те, що електрона пошта та сторінки у соціальних мережах учасників підрозділу неодноразово зламувалися. За даними Ігоря Гузя, деякі бійці будуть вимушені через можливі переслідування себе чи рідних залишитися в Україні або виїхати до країн Заходу.